# Embraer ERJ 145
ERJ 145 là dòng máy bay phản lực dân dụng vùng do hãng Embraer sản xuất, đây là một công ty hàng không vũ trụ của Brasil. Các loại máy bay trong dòng máy bay này bao gồm ERJ 135, ERJ 140, và ERJ 145, cũng như máy bay phản lực thương nhân Legacy và dòng máy bay quân sự R-99. ERJ 145 là máy bay lớn nhất trong nhóm máy bay này. Mỗi máy bay phản lực thuộc dòng ERJ 145 đều trang bị hai động cơ phản lực cánh quạt đẩy. Đối thủ cạnh tranh chính của dòng máy bay này là dòng máy bay phản lực vùng Canadair Regional Jet của Canadair.

## Phát triển

### Thiết kế đầu tiên
ERJ 145 được giới thiệu tại Triển lãm hàng không Paris năm 1989 như một mẫu sửa đổi chiều dài và trang bị động cơ phản lực cánh quạt của EMB 120 Brasilia. Các thành phần chính của thiết kế này bao gồm:
- Cánh thẳng (với cánh nhỏ)
- Động cơ đặt ở cánh
- Tầm bay đạt 2500 km
- 75% các bộ phận giống tương đồng với EMB 120.

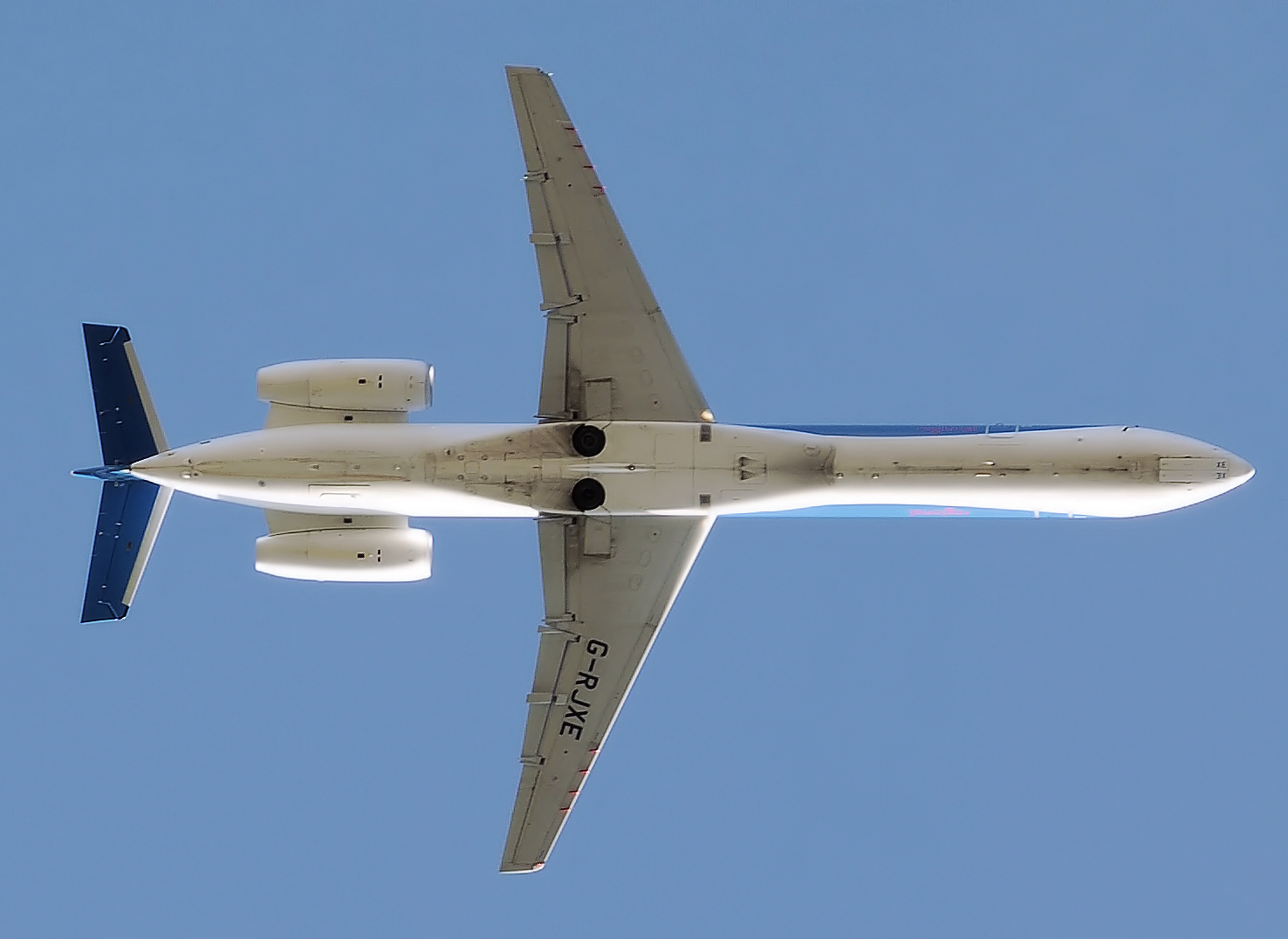
Embraer ERJ 145 của hãng Bmi nhìn từ phía dưới.

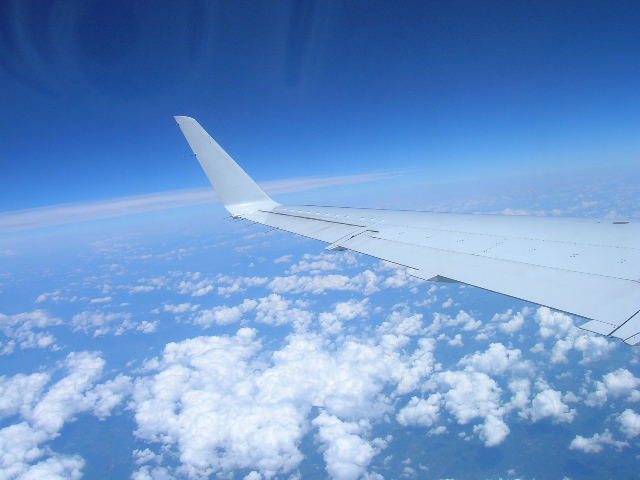
Chi tiết cánh nhỏ trên cánh của Embraer ERJ 145XR.

### Thiết kế tạm thời
Năm 1990, các kỹ sư của Embraer đã tìm ra kết quả thỏa đáng từ thử nghiệm trong đường hâm gió, và bắt đầu tính đến một thiết kế thay đổi đáng kể từ EMB 120. Một thiết kế sửa đổi đã được để xuất bao gồm:
- Cánh xuôi 22.3° (với cánh nhỏ)
- Động cơ đặt ở cánh
- Tầm bay đạt 2500 km

### Thiết kế sản xuất
Thiết kế thứ hai cho thấy hiệu suất tốt hơn khi thử nghiệm trong đường hầm giáo, nhưng sự kết hợp cánh xuôi sau và động cơ đặt trên cánh cần đến một bộ phận hạ cánh khỏe hơn những mẫu trước đó. Thiết kế được tiếp tục phát triển đến cuối năm 1991 cho đến khi nó ổn định. Dù máy bay có nhiều thay đổi trước khi nó hoàn thành, nó vẫn giữ lại vài ảnh hưởng ban đầu của EMB 120 như bố trí 3 dãy ghế ngồi. Đặc điểm nổi bật của thiết kế sản xuất bao gồm:
- Động cơ được đặt ở phái sau thân
- Cánh xuôi (không có cánh nhỏ)
- Đuôi chữ T
- Tầm bay đạt 2500 km

Công ty đã thấy những bất lợi do trì hoãn đưa máy bay vào hoạt động, một phần vì những thay đổi trong thiết kế máy bay. Thiết kế đầu tiên dự định giữ lại càng nhiều điểm tương đồng với EMB 120 càng tốt. Tuy nhiên, máy bay đã bán chạy do vượt qua được những khó khăn ban đầu. Embraer đã giao 892 chiếc máy bay thuộc mọi phiên bản đến năm 2006, và dự báo thêm 102 chiếc nữa đã được giao vào khoảng thời gian 2007-2016

### Các mẫu máy bay phát sinh

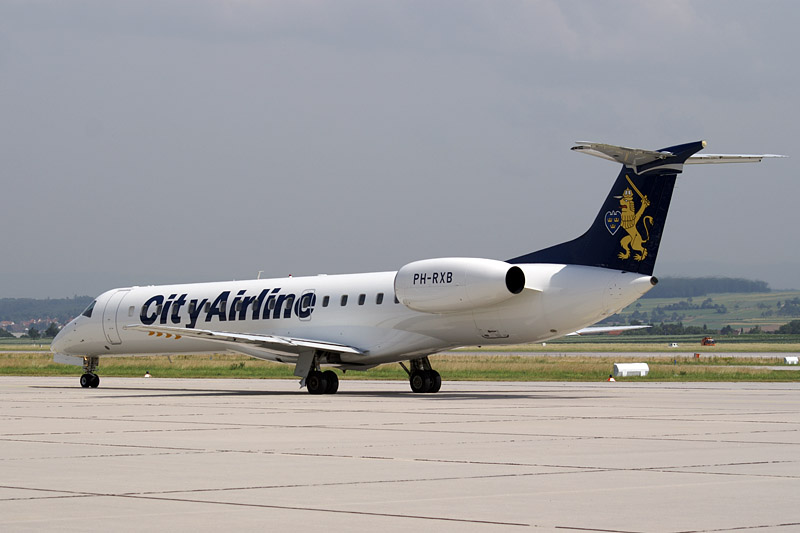
City Airline Embraer ERJ 145.

ERJ 140 dựa trên ERJ 145 tới 96% các bộ phận và có cùng kiểu sắp xếp phi hành đoàn. Chỉ có một thay đổi đáng kể là thân máy bay làm ngắn lại, sửa đổi động cơ và tăng thêm tầm bay. Khi giới thiệu, Embraer đánh giá chi phí của một chiếc ERJ 140 sẽ xấp xỉ 15.2 triệu USD. Chi phí ước tính của việc phát triển ERJ 140 là 45 triệu USD. ERJ 135 đi vào hoạt động năm 1999, có 95% các bộ phận tương đồng với ERJ 145, nhưng ngắn hơn 11.7 feet (3.6 m).
ERJ 145 có 50 ghế, ERJ 140 có 44 ghế và ERJ 135 có 37 ghế. ERJ 140 được thiết kế ít hơn vài ghế đáp ứng đòi hỏi của các hãng hàng không hoạt động chính ở Hoa Kỳ, các hãng hàng không này đã có một thỏa thuận với liên minh phi công về việc những máy bay có 50 chỗ có thể vận hành trong các đội bay hỗn hợp của họ.
Năm 2003, Embraer bắt đầu quan hệ đối tác với Harbin Aircraft Manufacturing Corporation ở Cáp Nhĩ Tân, Trung Quốc. Công ty liên doanh là Harbin Embraer, bắt đầu sản xuất ERJ 145 cho thị trường Trung Quốc, công ty Harbin Embraer sẽ lắp ráp các bộ phận được chuyển đến, sau sản xuất tại các nhà máy khác của Embraer trên khắp thế giới.

## Hoạt động

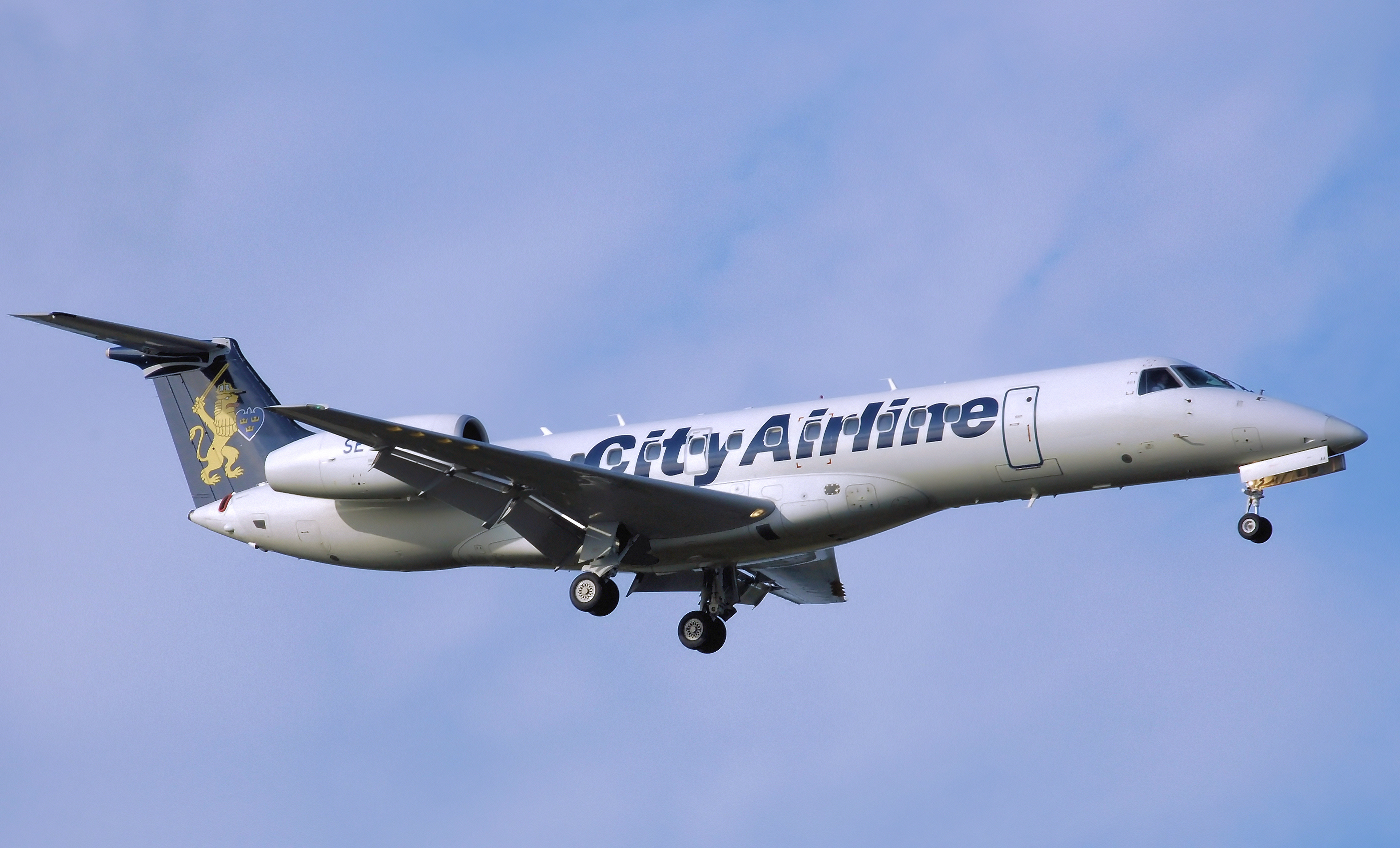
City Airline Embraer ERJ 135.

Chuyến bay đầu tiên của ERJ 145 diễn ra vào ngày 11 tháng 8-1995, chiếc đầu tiên giao vào tháng 12-1996 cho ExpressJet Airlines (khi đó là bộ phận bay nội địa của Continental Airlines). ExpressJet là hãng sử dụng nhiều nhất ERJ 145, với 270 chiếc. Hãng lớn thứ hai là American Eagle, với 206 chiếc ERJ 145. Chautauqua Airlines cũng sử dụng 95 chiếc ERJ 145 qua liên minh với American Connection, Delta Connection, US Airways Express, Continental Express, và United Express.
Theo một số bản báo cáo, ERJ 145 có chi phí quyền sở hữu khoảng 2.500.000 USD một năm.
Tháng 3-2007, ExpressJet ký một thỏa thuận ngắn hạn trên một số tuyến đường bay khu vực cho JetBlue Airways sử dụng máy bay ERJ 145 của họ.
ERJ 140 được giới thiệu vào tháng 9-1999, chuyến bay đầu tiên vào ngày 27 tháng 6-2000 và đi vào hoạt động thương mại vào tháng 7-2001. American Eagle Airlines, công ty con của American Airlines, sử dụng phần lớn những chiếc ERJ 140 được chế tạo, bao gồm chiếc đầu tiên được giao mang số N800AE. Chautauqua Airlines cũng sử dụng ERJ 140.
Đến đầu năm 2005, 74 chiếc ERJ 140 đã được giao.
Phiên bản này được giới thiệu trên thị trường là ERJ 140, nhưng trong tài liệu trong công ty và trong giấy chứng nhận của FAA, phiên bản này có tên gọi EMB 135KL.

## Các phiên bản

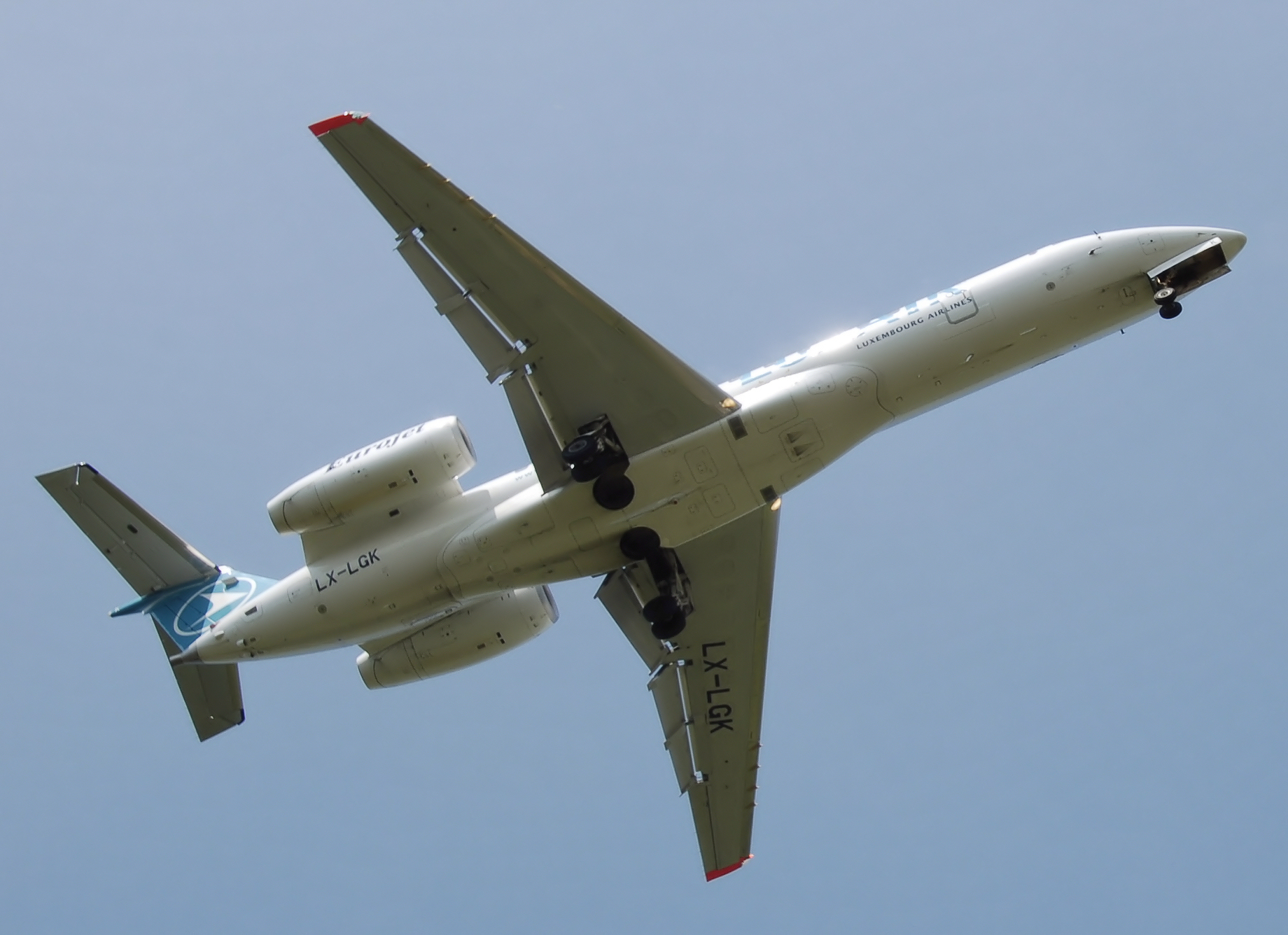
Luxair Embraer ERJ-135LR

### Các kiểu dân dụng
- ERJ 135ER - Tầm bay mở rộng, dù đây là kiểu Baseline 135. Ngắn hơn so với ERJ 145, có 37 ghế, ít hơn ERJ 145 là 13 ghế.
- ERJ 135LR - Tầm xa (tăng sức chứa nhiên liệu và cải tiến động cơ).
- ERJ 140ER - Ngắn hơn so với ERJ 145, có 44 ghế, ít hơn ERJ 145 là 6 ghế.
- ERJ 140LR - Tầm xa (tăng sức chứa nhiên liệu (5187 kg) và cải tiến động cơ).
- ERJ 145STD - Nguyên bản chính ranh giới.
- ERJ 145EU - Model cho thị trường châu Âu. Cùng sức chứa nhiên liệu như 145STD (4174 kg) nhưng tăng MTOW lên 19990 kg
- ERJ 145ER - Tầm bay mở rộng, dù đây là kiểu Baseline 145.
- ERJ 145EP - Cùng sức chứa nhiên liệu như 145ER (4174 kg) nhưng tăng MTOW lên 20990 kg.
- ERJ 145LR - Tầm xa (tăng sức chứa nhiên liệu (5187 kg) và cải tiến động cơ).
- ERJ 145LU - Cùng sức chứa nhiên liệu như 145LR (5187 kg) nhưng tăng MTOW lên 21990 kg.
- ERJ 145MK - Cùng sức chứa nhiên liệu (4174 kg), trọng lượng hạ cánh (MLW) và MTOW như 145STD, nhưng thay đổi MZFW (17700 kg).
- ERJ 145XR - Tầm cực xa (cải tiến nhiều về khí động học, bao gồm cánh nhỏ... có thùng nhiên liệu ở bụng (cuối đuôi) cộng thêm 2 thùng nhiên liệu chính ở cánh (giống các thùng nhiên liệu ở kiểu LR), tăng trọng lượng chứa, tốc độ cao hơn và động cơ lớn hơn).
- Legacy - Máy bay phản lực thương gia dựa trên ERJ135.

MTOW - Trọng lượng cất cánh tối đa; MZFW - Trọng lượng không nhiên liệu tối đa.
Các kiểu sử dụng cùng một loại động cơ (Rolls Royce Allison AE3007), tuy nhiên, logic FADEC (Full Authority Digital Engine/Electronic Control) lại khác nhau giữa các kiểu các nhau trong tổng khả năng đẩy của động cơ.

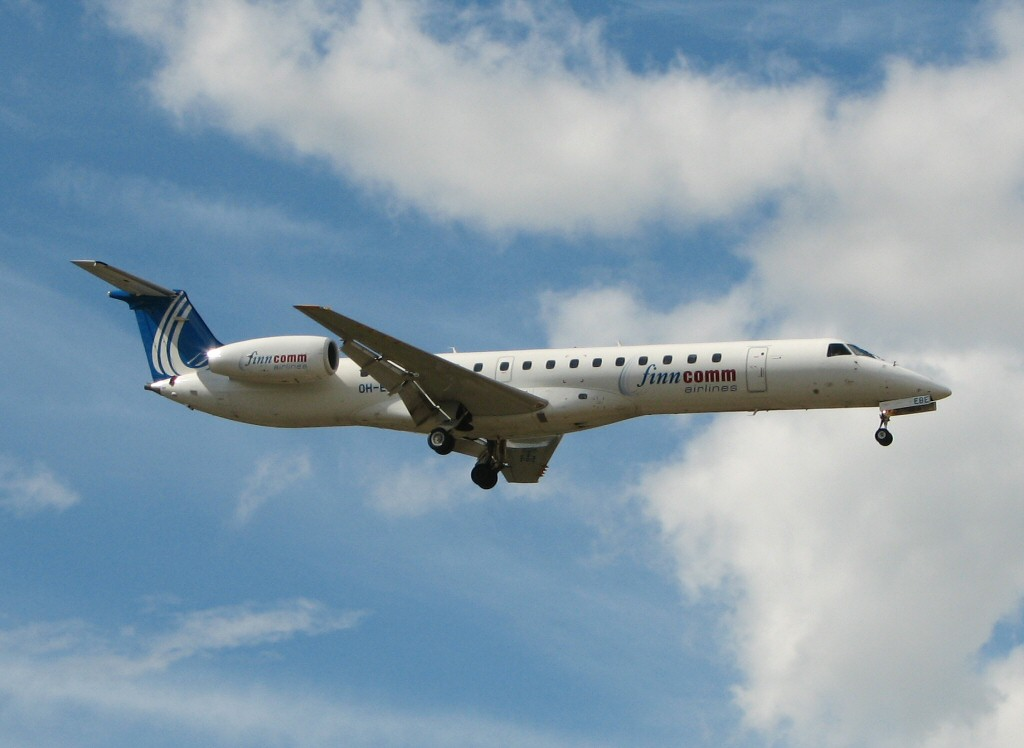
Finncomm Airlines ERJ 145

Phiên bản tầm bay mở rộng là ERJ-145ER, có động cơ Rolls Royce AE 3007A đạt lực đẩy 31.3 kN (7036 lb), với tùy chọn động cơ AE 3007A1 mạnh hơn. Các kiểu A, A1, A1P đều có vẻ ngoài giống nhau nhưng tạo lực đẩy khác nhau vì những biển đổi trong phần mềm FADEC. Tuy nhiên động cơ A1E không chỉ có phần mềm mới mà còn nâng cấp các thành phần máy móc khác.
ERJ-145LR tầm xa trang bị động cơ Rolls Royce AE 3007A1 có công suất mạnh hơn 15%. Động cơ có lực đẩy cố định là 33.1 kN (7440 lb) khi thực hiện máy bay thực hiện thao tác bay lên và tăng hiệu suất hành trình trong môi trường xung quanh nhiệt độ cao.
Máy bay ERJ-145 XR tầm cực xa trang bị động cơ Rolls-Royce AE 3007A1E. Động cơ hiệu suất cao tiêu thụ nhiên liệu ít hơn và tăng hiệu suất hoạt động trong điều kiện nóng và bất ổn. Động cơ cũng có thể giúp máy bay đạt đến độ cao cần thiết trong điều kiện chỉ có một động cơ hoạt động. ExpressJet là hãng duy nhất sử dụng ERJ 145XR.

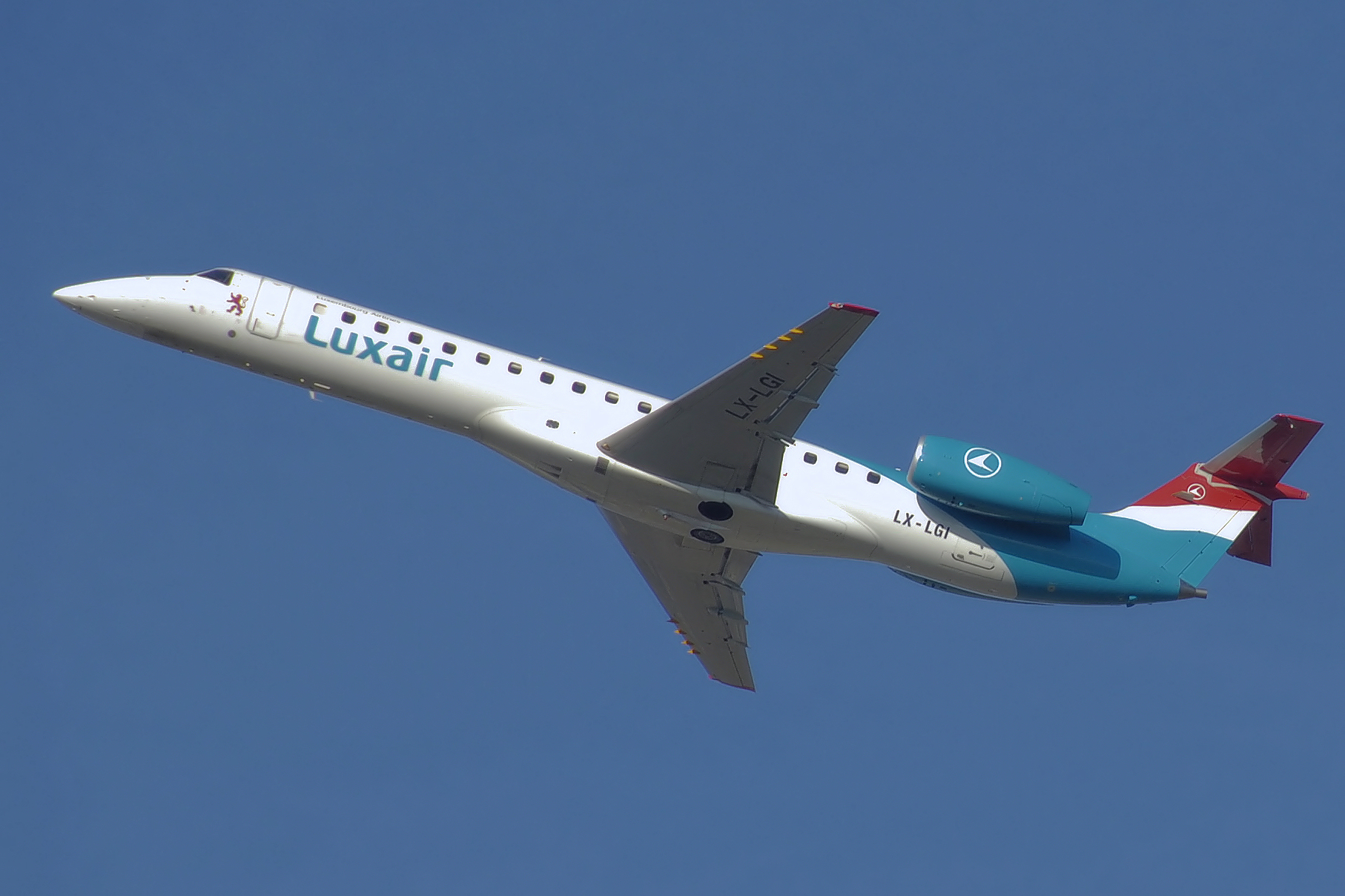
Luxair Embraer ERJ 145

Dù có nhiều phương án, những phi công chỉ cần học lái một loại và có thể điều khiển bất kỳ phương án nào của dòng ERJ. Những công ty như ExpressJet Airlines tận dụng lợi ích khi sử dụng hỗn hợp ERJ135ER/LR và ERJ145EP/LR/XR trong các đội bay của họ. Việc chia sẻ cùng kiểu phân loại cho phép những người sử dụng chỉ cần sử dụng một phi công là có thể điều khiển bất kỳ máy bay ERJ nào.

### Các kiểu quân sự
- C-99A - Kiểu vận tải
- EMB 145SA (R-99A) - cánh báo sớm trên không
- EMB 145RS (R-99B) - viễn thám
- EMB 145MP/ASW (P-99) - tuần tra trên biển

## Các quốc gia sử dụng

### Quân sự
Bỉ
- Không quân Hợp thành Bỉ

 Brasil
- Không quân Brazil

 Hy Lạp
- Không quân Hy Lạp

 Ấn Độ
- Không quân Ấn Độ

 México
- Không quân Mexico

### Dân sự

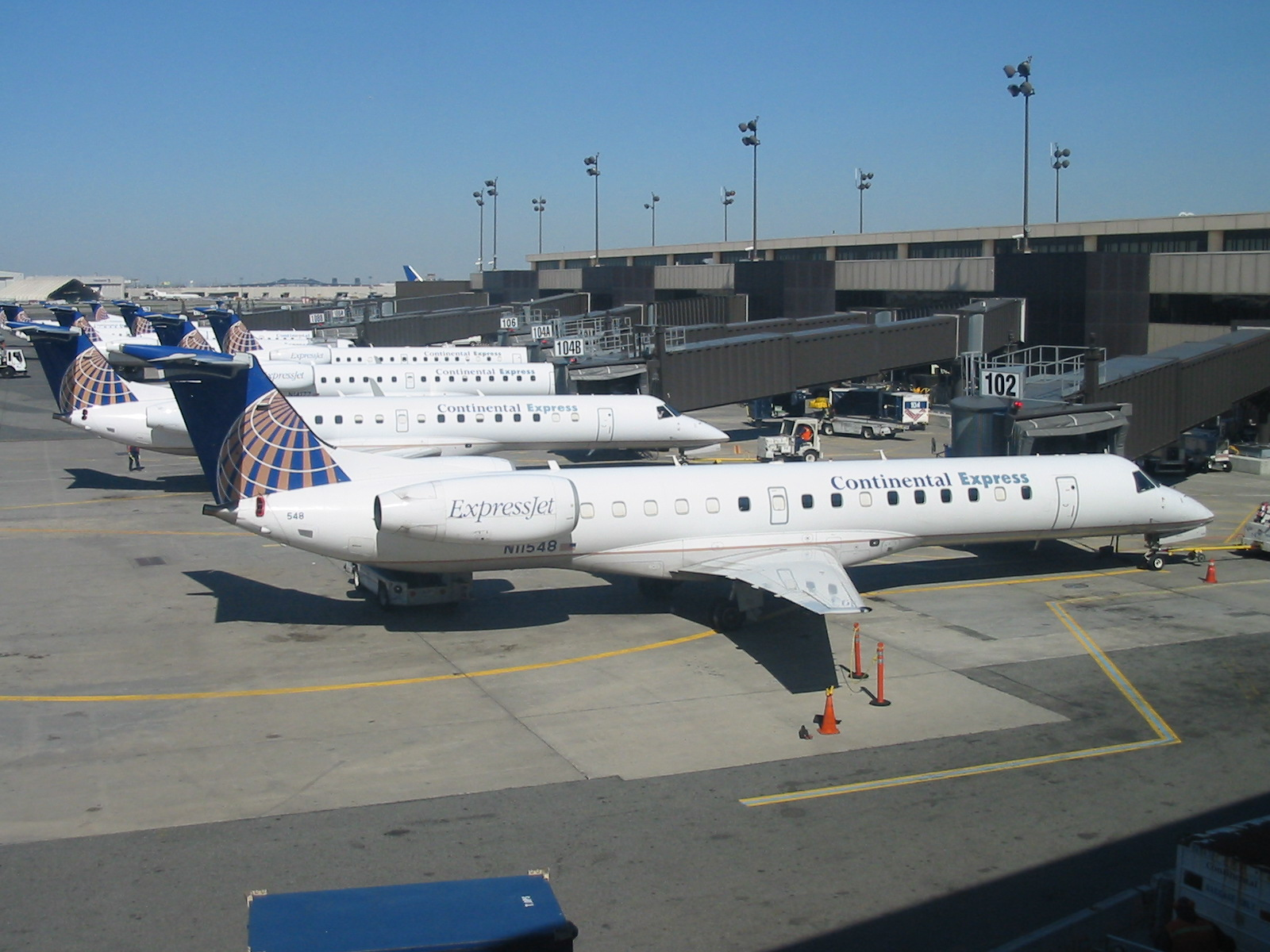
ERJ của ExpressJet, sơn màu của Continental Express.

- ERJ 135 - Đến tháng 8, 2006, tổng cộng có 113 chiếc ERJ 135 (mọi phiên bản) đang tiếp tục hoạt động trong các hãng hàng không, có một hợp đồng đã được ký thêm. Các hãng sử dụng chính bao gồm: American Eagle Airlines (39), Chautauqua Airlines (17) và ExpressJet Airlines (30). 9 hãng hàng không sử dụng ít hơn.[4]
- ERJ 140 - Đến tháng 8, 2006, tổng cộng có 74 chiếc ERJ 140LR đang tiếp tục hoạt động trong các hãng hàng không, American Eagle Airlines (59) và Chautauqua Airlines (15).[4]
- ERJ 145 - Đến tháng 8, 2006, tổng cộng có 661 chiếc ERJ 145 (mọi phiên bản) đang tiếp tục hoạt động trong các hãng hàng không, có thêm 6 đơn đặt hàng khác được ký. Các hãng sử dụng chính bao gồm: AeroMexico Connect (31), Alitalia Express (14), Flybe do nhận vào tháng 4 năm 2007 của BA Connect (28), Bmi regional (11), LOT Polish Airlines (11), Luxair (8), PGA - Portugália (8), Régional (28), American Eagle Airlines (108), Chautauqua Airlines (63), ExpressJet Airlines (244), Freedom Airlines (Mesa Air Group) (36) và Trans States Airlines (48). Khoảng 13 hãng khác cũng sử dụng một số lượng nhỏ loại máy bay này.[4]

## Các tai nạn nổi bật

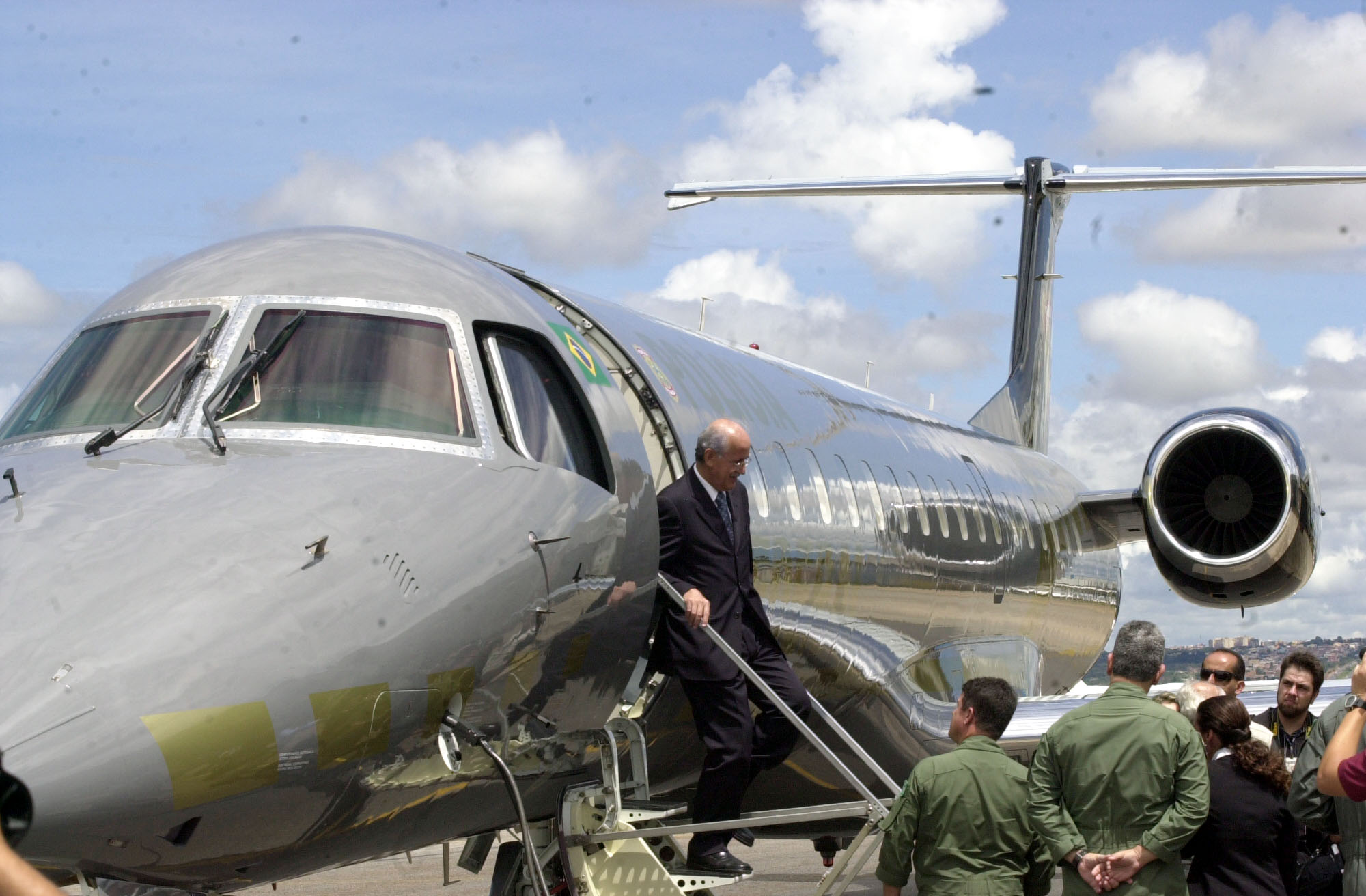
Embraer 145 của Cảnh sát Liên bang Brazil

Dòng máy bay ERJ 145 không có thông báo tai nạn hay sự cố do trục trặc máy móc trong hơn 12 triệu giờ bay (đến tháng 1-2008). Có một số các tai nạn và sự kiện nhỏ liên quan đến ERJ 145. Trong một trường hợp một phi công của Rio-Sul đã hạ cánh với tốc độ vượt quá tốc độ hạ cánh cho phép. Đuôi máy bay bị nứt và bị kéo lê dọc đường băng. Trong trường hợp khác, một chuyến bay của Continental Express (ExpressJet) đã lao qua đường băng ở Cleveland khi đang xảy ra bão tuyến; không có ai bị thương và máy bay tiếp tục trở lại hoạt động. Máy bay ExpressJet khác đã bị rơi khi đang cất cánh ở Beaumont, Texas trong khi đang huấn luyện bay; máy bay bị hỏng hoàn toàn, nhưng một lần nữa không có ai bị thương.
- 29 tháng 9 năm 2006, một chiếc Embraer Legacy EMB-135BJ của ExcelAire, số đăng ký dân dụng N600XL, va chạm với Chuyến bay 1907 của Gol Transportes Aéreos, là một chiếc Boeing 737-800, trong khi đang bay qua bang Mato Grosso trên đường đến Manaus từ São José dos Campos. Legacy đã phải thực hiện hạ cánh khẩn cấp tại đường băng quân sự tại Cachimbo, Pará, Brasil, máy bay bị hư hại nhẹ, 5 hành khách và 2 thành viên phi hành đoàn bị thương. Gol 737 bị rơi xuống rừng Amazon phía đông của Peixoto de Azevedo, giết chết tất cả 148 hành khách và 6 thành viên phi hành đoàn.

## Thông số kỹ thuật (ERJ 140)

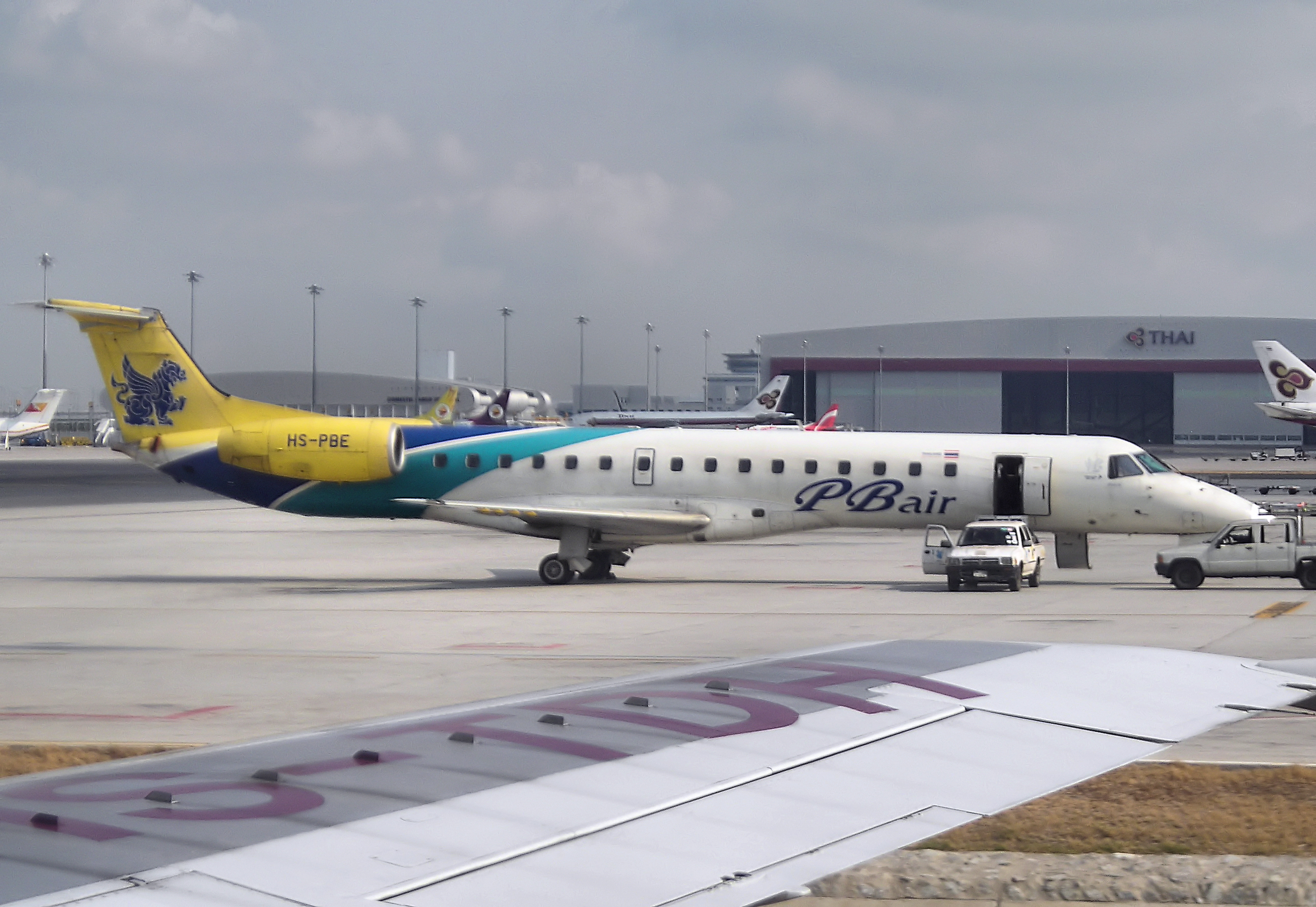
PBair Embraer ERJ 145 tại Sân bay Suvarnabhumi (HS-PBE)

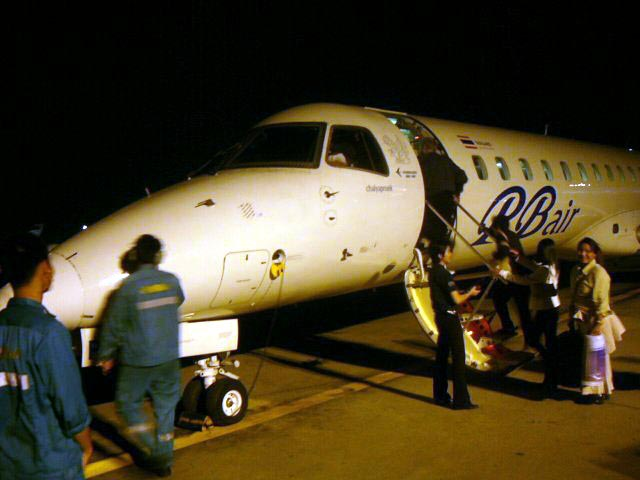
PBair Embraer ERJ 145 LR tại Sakon Nakhon

### Đặc điểm riêng
- Phi đoàn: 3
- Sức chứa: 44 hành khách
- Chiều dài: 28.45 m (93 ft 4 in)
- Sải cánh: 20.04 m (65 ft 9 in)
- Chiều cao: 6.76 m (22 ft 2 in)
- Diện tích cánh: 51.2 m² (551 ft²)
- Trọng lượng rỗng: 11.740 kg (25.900 lb)
- Trọng lượng cất cánh: 17.100 kg (37.700 lb)
- Trọng lượng cất cánh tối đa: 21.100 kg (46.500 lb)
- Động cơ: 2× Rolls-Royce AE 3007A, 33.0 kN (7.420 lbf) mỗi chiếc

### Hiệu suất bay
- Vận tốc cực đại: 834 km/h (518 mph, Mach 0.78)
- Tầm bay: 3.019 km (1.876 dặm)
- Trần bay: 11.278 m (37.000 ft)
- Vận tốc lên cao: 780 m/min (2.560 ft/min)
- Lực nâng của cánh: 334 kg/m² (68 lb/ft²)
- Lực đẩy/trọng lượng: n/a

### Máy bay có cùng sự phát triển
- Embraer EMB 120 Brasilia
- Embraer Legacy 600
- Embraer R-99 and P-99

### Máy bay có tính năng tương đương
- Bombardier CRJ100/200
- Fairchild-Dornier 328JET
- Fairchild-Dornier 528
- Yakovlev Yak-40
- VFW-614